# Sósvertike
Sósvertike es un pueblo ubicado en el distrito de Sellye, en el condado de Baranya, Hungría.

## Superficie
Posee una superficie de 6,60 kilómetros cuadrados.

## Demografía
Hasta 2019 la población era de 148 habitantes, con una densidad de población de 22,42 habitantes por kilómetro cuadrado.